# Eusebio Hernández
Eusebio Hernández, né le 26 juin 1911 à Valparaíso au Chili, où il est mort le 21 juin 1997, est un joueur chilien de basket-ball.

## Palmarès
- Champion d'Amérique du Sud en 1937